# Jaropolk I.
Jaropolk I. Svjatoslavič (rus. Ярополк Святославич; 955 – 978) byl v letech 972–978 knížetem Kyjevské Rusi. Byl starším synem Svjatoslava I. Igoreviče.
Po odchodu otce do války proti Byzantské ríši roku 970 Jaropolk I. zdědil vládu v Novgorodu a po smrti svého otce převzal vládu i v Kyjevské Rusi.
Vláda Jaropolka I. se charakterizuje jako období navazování diplomatických kontaktů s německým císařem Ottou II.. Poslové knížete Jaropolka ho navštívili v prosinci roku 973 na sjezdu knížat. Císařova dcera se později vdala za „krále Rusi“ Jaropolka I.
Za Jaropolkovy vlády vypukla občanská válka mezi ním a jeho bratry – Olegem Svjatoslavičem a Vladimírem I. Jaropolk obsadil Olegovo hlavní město (Ovruč) a Olega zavraždil. V Pověsti dávných let sa na jednom místě píše, že „Jaropolk nevědomky zabil svého bratra“ („убитого помимо его воли“). Brzy však novgorodská vojska Vladimíra I. obsadila Kyjev a Jaropolk musel z města utéct. Podle pramenů uveřejněných v Pověsti dávných let se Vladimírovi I. podařilo brata Jaropolka vypátrat a v roce 980 zabít.
Jaropolk I. po sobě zanechal těhotnou ženu (Julia), kterou jeho otec unesl pro svého syna během jednoho ze svých vojenských tažení pravděpodobně někde v Byzantské říši nebo v Řecku.
V roce 1044 příbuzný Jaropolka I. Jaroslav I. Moudrý vykopal kosti svých strýců (Jaropolka I. a Olega Sviatoslaviče) a jejich ostatky posvětil a znovu pochoval do jednoho z kyjevských chrámů.